# Osteomorpha fragilis
Osteomorpha fragilis é uma espécie de fungo pertencente à família Hydnaceae.